# Robert Gallo
Robert Charles Gallo (Waterbury, Connecticut; 23 de marzo de 1937) es un  investigador biomédico de origen estadounidense más conocido por su particular papel en la identificación del virus de inmunodeficiencia humana (VIH) como agente responsable del síndrome de inmunodeficiencia adquirida (SIDA), aunque su contribución despierta controversia debido a que fue descubierto antes por Luc Montagnier.
Gallo es el director del Instituto de Virología Humana de la facultad de medicina en la Universidad de Maryland en Baltimore, EE. UU.. Junto a dos colaboradores, Robert R. Redfield y William A. Blattner, fundó este instituto en 1996.
Según la película de 1993 En el filo de la duda, de Roger Spottiswoode, no fue él quien realmente descubre el virus. Según esta aclamada película él simplemente se lleva los créditos de los médicos.
En 2005, cofundó la empresa Profectus BioSciences, Inc., que desarrolla y comercializa tecnologías que reducen las morbilidad y mortalidad causadas por enfermedades virales humanas, incluidos el VIH. La empresa se encuentra situada en Baltimore y Gallo es el presidente del Comité Científico.

## Biografía
Robert Gallo nació en Waterbury, Connecticut en una familia de inmigrantes italianos de clase trabajadora. Obtuvo la licenciatura en Biología en 1959 por la Universidad de Providence y más tarde obtuvo el doctorado en medicina Jefferson Medical College de Filadelfia (Pensilvania) en 1963.
Tras terminar su formación médica e internado en la Universidad de Chicago, pasa a formar parte de la plantilla de investigadores del Instituto Nacional del Cáncer. La elección de esta especialidad, según Gallo, proviene de la temprana muerte de su hermana por leucemia, una enfermedad a la cual dedicó gran parte de su investigación inicial.

## Carrera científica
Tras escuchar una conferencia del biólogo David Baltimore, Gallo comienza a interesarse por los estudios en retrovirus. En 1974 identifica el primer retrovirus humano: el HTLV o virus humano de leucemia de células T, descubrimiento que le valió el premio Lasker en 1982.
En 1984, Gallo y sus colaboradores publicaron una serie de cuatro trabajos científicos en la revista norteamericana Science en las que argumentaban que el HTLV-III, un retrovirus descubierto por ellos y muy similar al LAV que había sido identificado el año anterior en pacientes que padecían sida por Luc Montagnier y sus colaboradores en el Instituto Pasteur de París, era el responsable del sida. Por este motivo consiguió su segundo premio Lasker, convirtiéndose así en la única persona que ha recibido en dos ocasiones este galardón.
Sin embargo, las similitudes entre los primeros dos virus VIH tipo 1 (VIH-1) aislados Lai/LAV (conocido anteriormente como LAv y aislado en el instituto Pasteur) y el Lai/IIIB (conocido anteriormente como HTLV-IIIB y supuestamente aislado de un cultivo en el Laboratorio de Biología Celular del instituto del Cáncer), sugerían la contaminación de las muestras utilizadas por Gallo y provocaron la controversia debido a la alta variabilidad que comenzó a encontrarse en las subsiguientes cepas del virus VIH-1 que se aislaba.

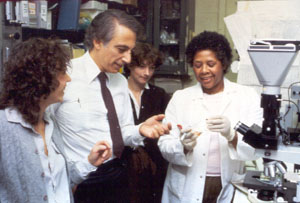
Robert Gallo a principios de los ochenta.

Desde entonces ha sido importante la controversia sobre quién descubrió el virus VIH, incluidas acusaciones de que el laboratorio de Gallo utilizó muestras del VIH producidas en el instituto Pasteur. En noviembre de 1990, el Departamento de Integridad Científica del Instituto Nacional de Salud creó un grupo de investigación en Roche para analizar las muestras archivadas en el Instituto Pasteur y en el Laboratorio de Biología Celular del instituto del Cáncer entre 1983 y 1985. Los análisis retrospectivos mostraron que la contaminación de un cultivo derivado de un paciente BRU por un paciente LAI era el responsable del origen del VIH-1 Lai/LAV; el cultivo contaminado (M2T-/B) fue enviado al Laboratorio de Biología Celular del Instituto del cáncer en septiembre de 1983.
Chang et al. (1993) examinó especímenes archivados y concluyó en un trabajo publicado en la revista Nature, la detección de 6 nuevas secuencias del virus VIH-1 en los cultivos y ninguno de ellos estaba relacionado con el virus VIH-1 Lai/IIIB. Una muestra derivada del paciente LAI contenía variantes del VIH-1 Lai/IIIB y del VIH-1 Lai/LAV, y una secuencia idéntica a la variante del VIH-1 Lai IIIB fue descartada en la muestra contaminada M2T-/B. Este trabajo concluía que las muestras fueron contaminadas entre octubre de 1983 y principios de 1984 por variantes del virus VIH-1 Lai del cultivo M2T-/B.
Hoy en día es generalmente aceptado que el grupo de Montagnier fue el descubridor del virus del VIH, aunque el grupo de Gallo es reconocido como parte fundamental para que este descubrimiento se llevase a cabo y la demostración de que era la causa principal en el desarrollo del sida. El grupo de Gallo fue igualmente el primero en conseguir el crecimiento de este virus en una línea celular lo que llevó al desarrollo de test sanguíneos para la detección del virus y la posibilidad de crear técnicas de detección para la sangre de donaciones.
Por otro lado, Gallo insistió en que el trabajo de Montagnier para el desarrollo de una técnica de crecimiento de células T en el laboratorio por suplementación de interleuquinas-2 había sido previamente desarrollado por él. Los dos científicos continuaron siendo el centro de una disputa entre Estados Unidos y Francia por los derechos de la patente de los test sanguíneos hasta 1987. En ese año deciden compartir el descubrimiento del virus del VIH y en 1988 le fue concedido el Premio Japón, compartido con Montagnier. El 29 de noviembre de 2002, en una serie de artículos publicados en la revista Science, Gallo y Montagnier comparten los diferentes papeles que cada uno desempeñó en el descubrimiento del virus del VIH.
Gallo, Dharam Ablashi y Saira Salahuddin en 1986 describieron el herpesvirus humano 6 (HHV-6), uno de los virus causantes de la roséola.
En 1995, Gallo publicó su descubrimiento de que las citoquinas, una clase de compuestos producidos de manera natural por el organismo, podían bloquear el virus y frenar el desarrollo de la evolución del Sida. La publicación en la revista Science fue uno de los grandes descubrimiento de aquel año.
El papel que desempeñan las citoquinas en el desarrollo de la infección por VIH ha influenciado el conocimiento de cómo el sida actúa frente al sistema inmunitario humano y llevó al desarrollo de fármacos para el tratamiento de la enfermedad, los antagonista de citoquinas o inhibidores de entrada. El equipo de Gallo mantiene hoy en día en el Instituto de Cirología Humana un programa de investigación clínica para pacientes con VIH/SIDA, tratando a más de 4000 pacientes en el área de Baltimore y más de 100.000 pacientes en las clínicas que tiene repartidas por África y el el Caribe.
En julio de 2007, Gallo y su equipo fueron premiados con 15 millones de dólares en ayudas por la Fundación Bill y Melinda Gates por su trabajo para el desarrollo de nuevos fármacos para el VIH/SIDA.
Debe mencionarse que en 2008 Montagnier obtuvo el Premio Nobel de Medicina, junto a Françoise Barré-Sinoussi por el descubrimiento del virus de inmunodeficiencia humana (VIH), causante del SIDA (también lo recibió Harald zur Hausen por su descubrimiento del virus de papiloma humano, VPH), con lo cual se interpreta que el Comité de Selección no consideró la participación de Gallo en el descubrimiento del virus.